# Viscosia nona
Viscosia nona är en rundmaskart som beskrevs av Nikolai Nikolaievich Filipjev 1946. Viscosia nona ingår i släktet Viscosia och familjen Oncholaimidae. Inga underarter finns listade i Catalogue of Life.